# Speed Graphic

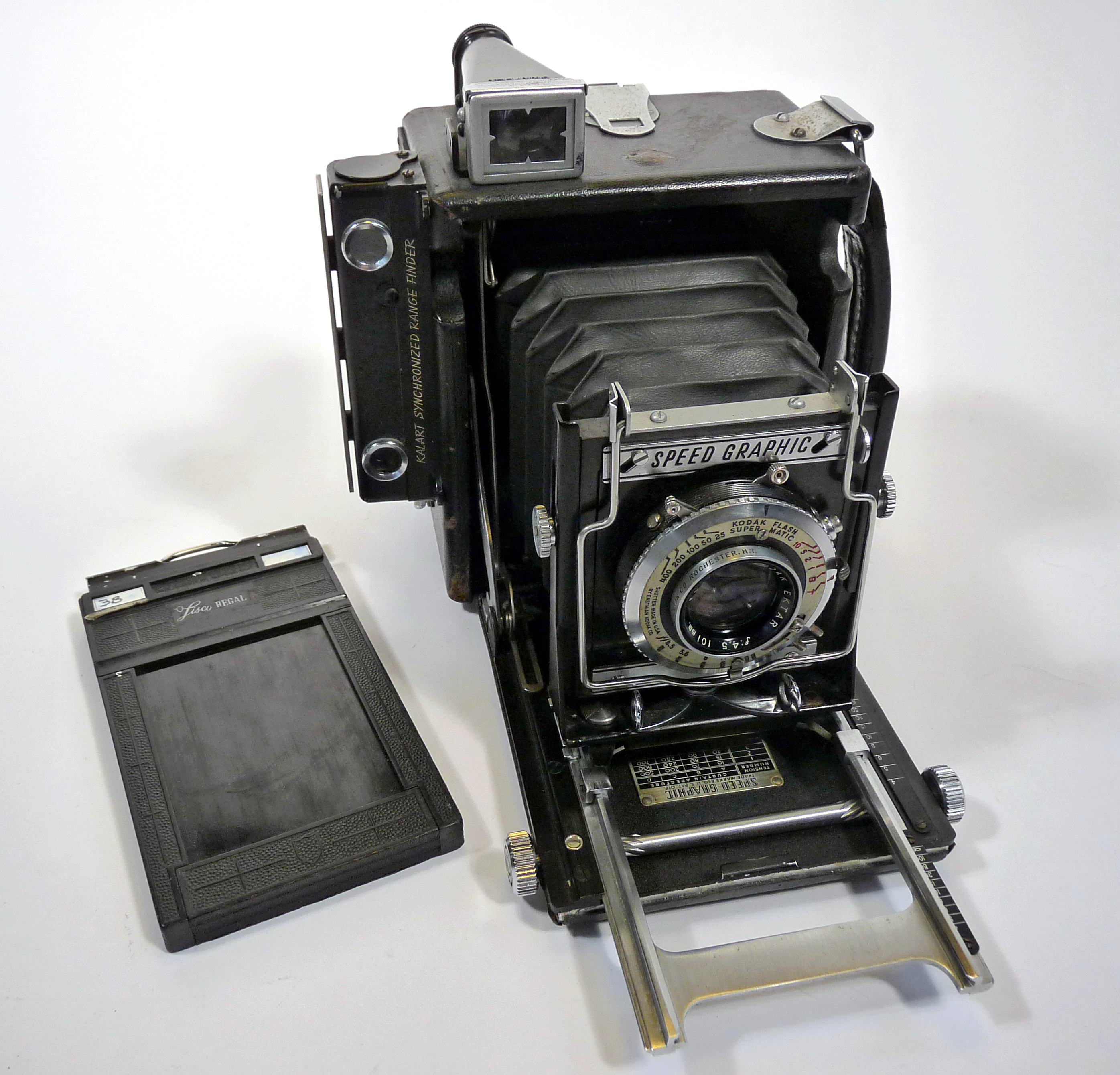
Novinářský fotoaparát Graflex Speed Graphic, střední formát 2,25×3,25, objektiv: Ektar F4.5, 101mm, štěrbinová závěrka, asi 1920-1930

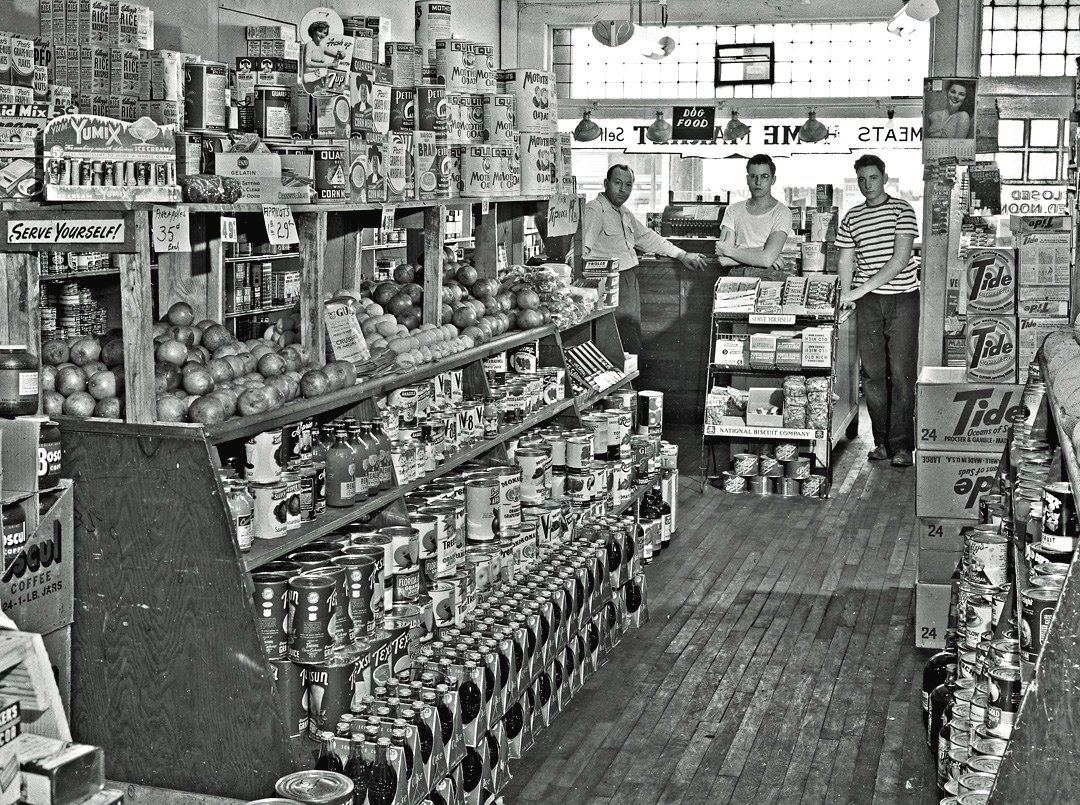
Snímek pořízený tímto fotoaparátem, blesk, 1947

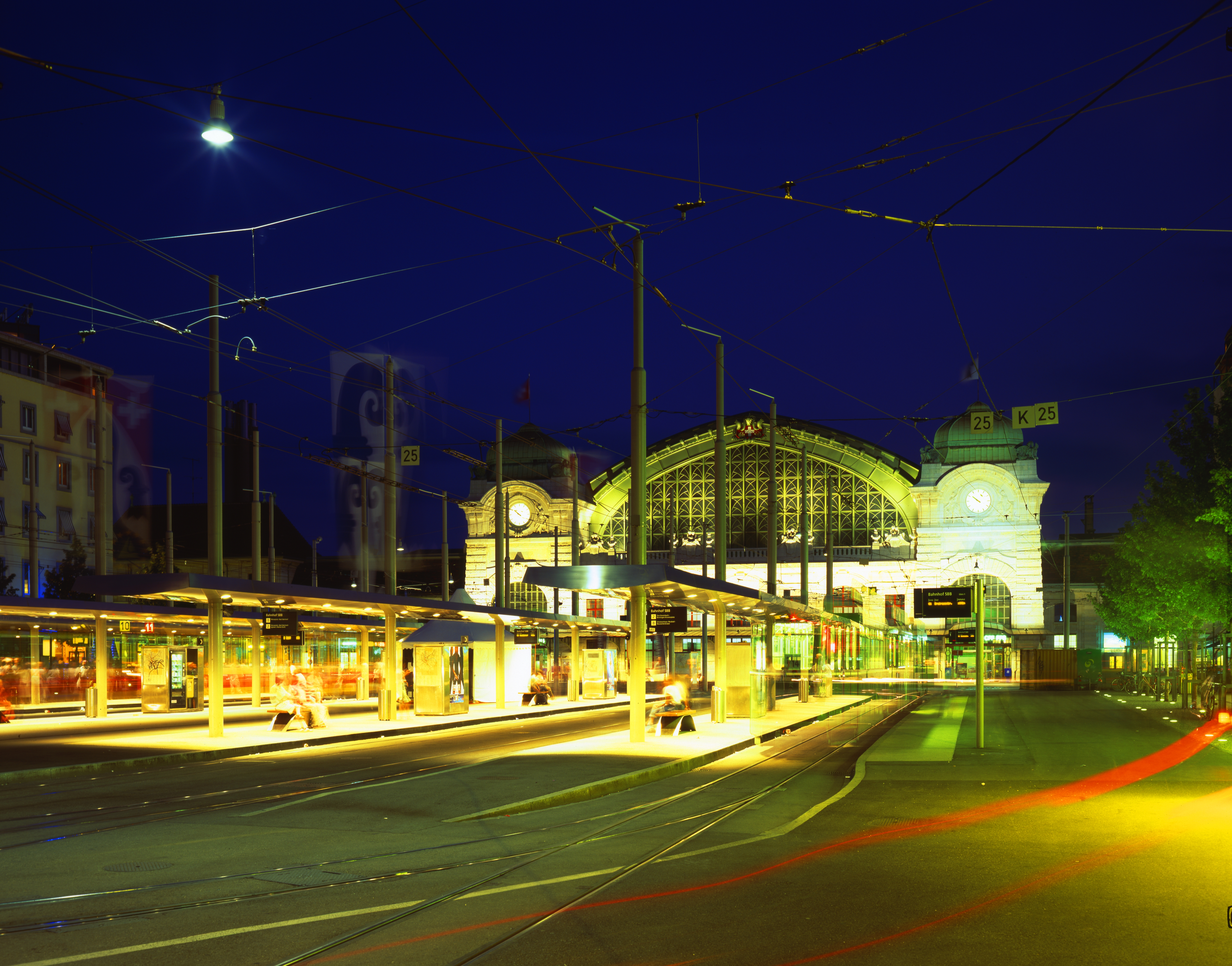
Pořízeno: Graflex Speed Graphic 4x5", objektiv: Wollensak 135mm f/4.7, film: Fuji Velvia 50, expozice: 8 minut, clona: f/22

Speed Graphic je označení legendárních novinářských fotoaparátů, které vyráběla firma Graflex v Rochesteru, New York. První fotoaparáty byly vyrobeny v roce 1912 a výroba pokračovala až po novější verze do roku 1973. K nejvýznamnějšímu zlepšení aparátu došlo v roce 1947 se zavedením modelu Pacemaker Speed Graphic (a Pacemaker Crown Graphic, který byl o jednu libru lehčí, ale chyběla mu štěrbinová závěrka). Byl standardním vybavením mnoha amerických novinářských fotografů až do poloviny 60. let.

## Popis
Přes zažité označení Speed Graphic, bylo v letech 1912-1973 vyrobeno mnoho typů aparátů. Autentické modely Speed Graphic měly štěrbinovou závěrku, kterou postrádaly modely Crown Graphic a Century Graphic. Model Speed Graphic byl k dispozici ve formátech 2¼ × 3¼ palců - 3¼ × 4¼ palců a famózní formát 4 × 5 palců.
Speed Graphic byl pomalý fotoaparát. Každý snímek vyžadoval na fotografovi vyměnit kazetu s filmem, zaostřit, natáhnout spoušť a stisknout spoušť. Rychlejší snímání umožňoval držák filmu Grafmatic, což byl měnič filmu, který obsahoval 6 deskových filmů v přepážkách. Fotografové museli být konzervativní a odhadnout, kdy se akce uskuteční, aby zachytili ten správný snímek. Pokud fotograf minul, výkřik "Just one more!" (Ještě jednou!) se ozýval poměrně často. Prezident Harry Truman označoval fotografy Bílého domu jako "Just One More Club."

## Známí fotografové
Většina fotožurnalistů během 40. let 20. století používala fotoaparát formátu 4"×5". Nejpopulárnějším typem byl právě Speed Graphic, který byl vybaven dálkoměrem, hledáčkem a někdy také rychlým měničem filmu. Právě ten používali fotografové, kteří pracovali pro organizaci War Relocation Authority jako byli například Dorothea Lange, Hikaru Iwasaki, Clem Albers, Tom Parker, Charles E. Mace, Ansel Adams, Joe McClelland nebo Francis Stewart.
Zřejmě nejznámější uživatel Speed Graphic byl newyorský novinářský fotograf Arthur "Weegee" Fellig, který fotografoval život ve městě ve 30. a 40. letech 20. století. Současný newyorský pouliční fotograf Louis Mendes je zřejmě nejdéle fotografujícím uživatelem, Speed Graphic používá již více než 40 let. Louis Mendes je oceňovaný a uznávaný žurnalista a umělec publikující v The New York Times.

## Přehled výrobců
Název společnosti se několikrát v průběhu let měnil tak, jak byl absorbován a následně propouštěn firmou Kodak. Závod společnosti Graflex stále stojí na předměstí Pittsfordu, New York a je sídlem společnosti MOSCOM Corporation.
| Roky      | Výrobce                                                       |
| --------- | ------------------------------------------------------------- |
| 1887-1904 | Folmer & Schwing Manufacturing Co., NY, NY                    |
| 1905-1927 | Folmer & Schwing Div., Eastman Kodak Co. Rochester, NY        |
| 1928-1946 | Folmer Graflex Corp., Rochester, NY                           |
| 1946-1955 | Graflex Inc., Rochester, NY                                   |
| 1956-1968 | Graflex Inc., Div. General Precision Equipment, Rochester, NY |
| 1968-1973 | Graflex Inc., Div. SINGER CORPORATION                         |
| 1973      | Zakoupeno firmou Toyo Co.                                     |

## Přehled modelů Graflex
Fotoaparáty vyráběné po roce 1940 mohou být považovány za použitelné kamery, spíše než za starožitnosti nebo sběratelské kamery. Speed Graphic byl vyráběny v několika velikostech, nejčastěji 4×5", ale také ve velikostech 2.25×3.25" 3.25×4.25" a 5×7".
| Roky produkce | Název modelu a popis                                   | Poznámky |
| ------------- | ------------------------------------------------------ | -------- |
| 1958-1973     | Super Graphic                                          |          |
| 1961-1970     | Super Speed Graphic                                    |          |
| 1947-1973     | Pacemaker Crown Graphics (4×5, 3.25×4.25, 2.25×3.25)   |          |
| 1947-1970     | Pacemaker Speed Graphics (4×5, 3.25×4.25, 2.25×3.25)   |          |
| 1949-1970     | Century Graphic (2.25×3.25)                            |          |
| 1940-1946     | Anniversary Speed Graphic (3.25×4.25 a 4×5")           |          |
| 1939-1946     | Miniature Speed Graphic (První malý 2.25×3.25" model)  |          |
| 1928-1939     | Pre-Anniversary Speed Graphic (3.25×4.25, 4×5, 5×7)    |          |
| 1912-1927     | Top Handle Speed Graphic 3.25×4.25, 4×5, 3.25×5.5, 5×7 |          |